# Бутенев, Константин Фёдорович
Константин Фёдорович Бутенев (1805—1869) — генерал-лейтенант, директор Петербургского Технологического института.

## Биография
Родился в дворянской семье члена правления Олонецких горных заводов Фёдора Ивановича Бутенева.
В 1826 году окончил Горный кадетский корпус с малой золотой медалью. Служил на Златоустовских заводах, был назначен смотрителем золотых рудников Миасского завода. С 1827 года — в Олонецкой губернии в экспедицию А. Ф. Грамматчикова, исследовавшей Воицкий золотой рудник. В 1828 году назначен лесничим Олонецких горных заводов.
В 1829—1832 годах стажировался в Германии, прослушал курс Фрайбергской горной академии.
В 1832—1838 годах преподавал в петербургском Горном институте горное, маркшейдерское искусство и горную статистику. В 1838—1841 годах — редактор еженедельной газеты «Мануфактурные и Горнозаводские Известия».
В 1841 году, когда английские отряды, воевавшие с Афганистаном, приблизились к левому берегу Аму-Дарьи, из России по приглашению бухарского эмира Насруллы в Бухарский эмират была отправлена миссия, возглавляемая подполковником К. Ф. Бутеневым. Миссия эта была известна под названием «Бухарская экспедиция 1841―1842 годов».
Во время посещения Бухары русской миссией там находились под арестом по обвинению в шпионаже британские офицеры Чарльз Стоддарт и Артур Конолли. По просьбе британского правительства царское правительство дало специальное указание Бутеневу ходатайствовать об их освобождении, однако ходатайство было отклонено и, когда посольство покинуло ханство, английские офицеры были казнены.
8 апреля 1842 года Бутенев со своими сотрудниками покинул ханство, и 9 июня посольство прибыло в г. Оренбург. Экспедиция продолжалась в общей сложности более года. В политическом отношении она не получила никаких результатов, в то же время её члены издали много ценных естественно-исторических, географических работ о Бухаре. Сам Бутенев опубликовал в «Горном журнале» за 1842 г. ряд статей по минералогии, метеорологии, монетному делу.
В 1843—1852 годах служил в Санкт-Петербургском монетном дворе.
В 1852—1857 годах — директор Санкт-Петербургского Практического Технологического института.
1 (13) апреля 1857 года назначен членом мануфактурного совета.
В 1858—1863 годах — начальник Санкт-Петербургского монетного двора.

## Семья
- Брат, Николай Фёдорович Бутенев (1803—1871) — горный инженер, генерал-лейтенант.